# 黑背胡狼
黑背胡狼，又名黑背豺，是一种原产于非洲东部和南部的中型犬亞科動物。
黑背胡狼主要生活在兩個地區，分別為非洲大陆的最南端和沿着东部海岸线的地區。最南端的地區包括南非、纳米比亚、博茨瓦纳和津巴布韦。而沿着东部海岸线的地區則包括肯尼亚、索马里、吉布提、厄立特里亚和埃塞俄比亚。雖然黑背胡狼捕食家畜並受到狂犬病载体的威脅，但由于其广泛的分布范围和适应性，它仍被世界自然保护联盟列为无危物种。
与其他犬科動物相比，黑背胡狼是一个非常古老的物种，自更新世以来几乎没有变化，與它的近親側紋胡狼一樣，是基群最與狼相似的犬屬動物。黑背胡狼與狐狸相似的动物，有红棕色到棕褐色的毛髮，而肩膀一直延伸到尾巴底部的部份則呈黑色。黑背胡狼是一夫一妻制的动物，幼崽可能在长大后仍会留在原本的家庭中，以帮助养育新的一胎幼崽。黑背胡狼有各种各样的食物来源，以中小型动物，植物和人类垃圾为主要的食物來源。

## 分類及演化

### 亞種
世界哺乳动物物种第三版認定黑背胡狼共有兩個亞種。兩個亚种在地理上被一个从赞比亚向北延伸到坦桑尼亚的海口隔开。
| 亞種                                | 圖片 | 命名           | 描述 | 分佈                                                           | 異名                                                                           |
| ----------------------------------- | ---- | -------------- | --- | -------------------------------------------------------------- | ------------------------------------------------------------------------------ |
| 角黑背胡狼 L. m. mesomelas 原名亞種 |      | Schreber, 1775 | 見特徵 | 好望角以北的安哥拉、纳米比亚、津巴布韦和莫桑比克南部。         | achrotes (Thomas, 1925) arenarum (Thomas, 1926) variegatoides (A. Smith, 1833) |
| 東非黑背胡狼 L. m. schmidti         |      | Noack, 1897    | 与原名亚种不同的是，其头骨更短、更宽和较小的上臼齿及下𦥑齒区域。在生活習慣上與原名亞種相比，東非黑背胡狼是肉食性动物而非雜食性動物，所以食用的食物也更加狹窄。 | 埃塞俄比亚南部、南苏丹、索马里、肯尼亚、乌干达和坦桑尼亚北部。 | elgonae (Heller, 1914) mcmillani (Heller, 1914)                                |

## 特徵

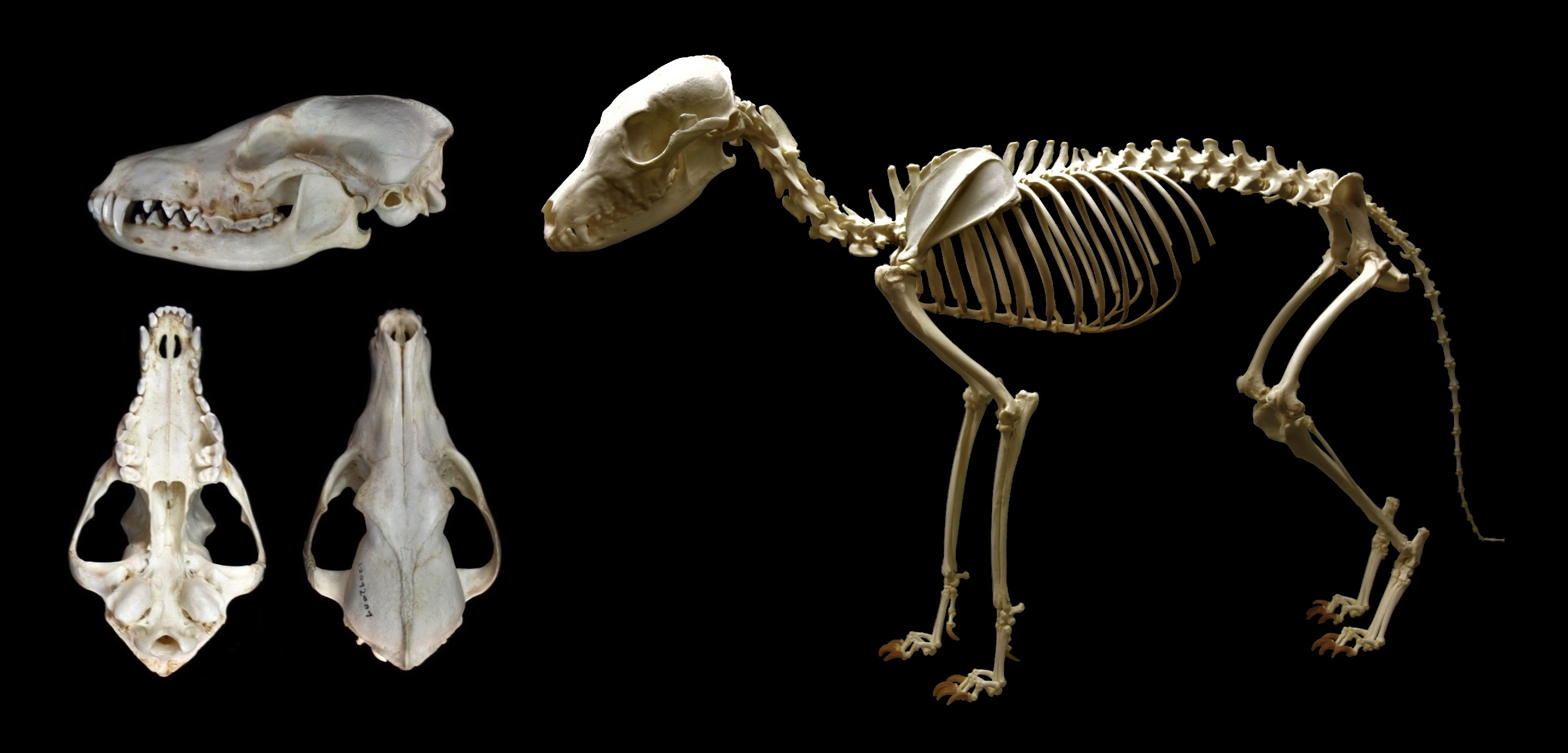
黑背胡狼的頭骨和骨架

黑背胡狼是一种較為接近較為狐狸的犬科動物。有着纖細的身体，長腿和大耳朵。它与侧紋胡狼相似，与亞洲胡狼关系較远，但它的头骨和牙列更為坚固，门牙也更锋利。它的體重為6-13公斤（13-29磅），肩高38-48厘米（15-19英寸），身体长度为67.3-81.2厘米（26.5-32.0英寸）。
黑背胡狼的毛髮为红棕色至棕褐色，在侧腹和腿部尤其明显。黑色背部与银色的头部毛髮混合在一起，从肩膀延伸到尾巴的底部。沿着侧面延伸的黑色长条纹将背部与身体的其他部分分开，并可用于区分个体。它尾巴的浓密，尖端是黑色的。嘴唇、喉咙、胸部和四肢的内表面是白色的。冬季時黑背胡狼的毛髮比其他時間更深，然而偶爾也有白化的黑背胡狼出现。其脸部的毛髮长度为10-15毫米，臀部长度为30-40毫米。背部的毛为60毫米，在尾巴底部則减少到40毫米。尾巴的毛发最长，长70毫米。

## 习性

### 棲息地
黑背胡狼通常倾向于植被較少，土地遼闊的地區。它的分佈很廣泛，从干旱的沿海沙漠地區到降雨量超过2000毫米的地区都有它的存在。在农田、疏林草原、热带草原和高山地区都有它的蹤跡。

### 飲食習慣

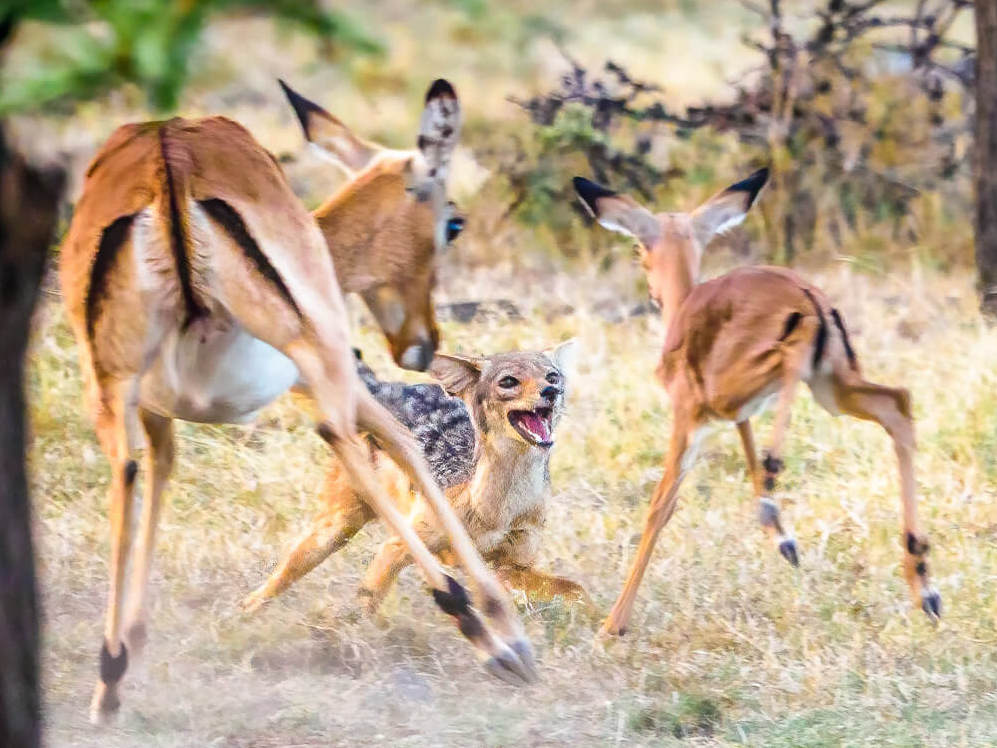
拍攝於肯尼亞境內正在捕食高角羚的東非黑背胡狼

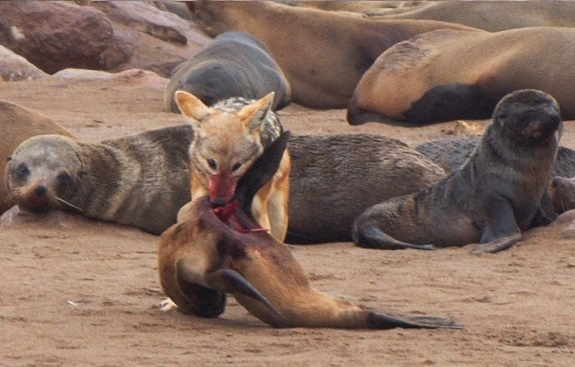
一隻正在捕食幼年非洲毛皮海狮的角黑背胡狼

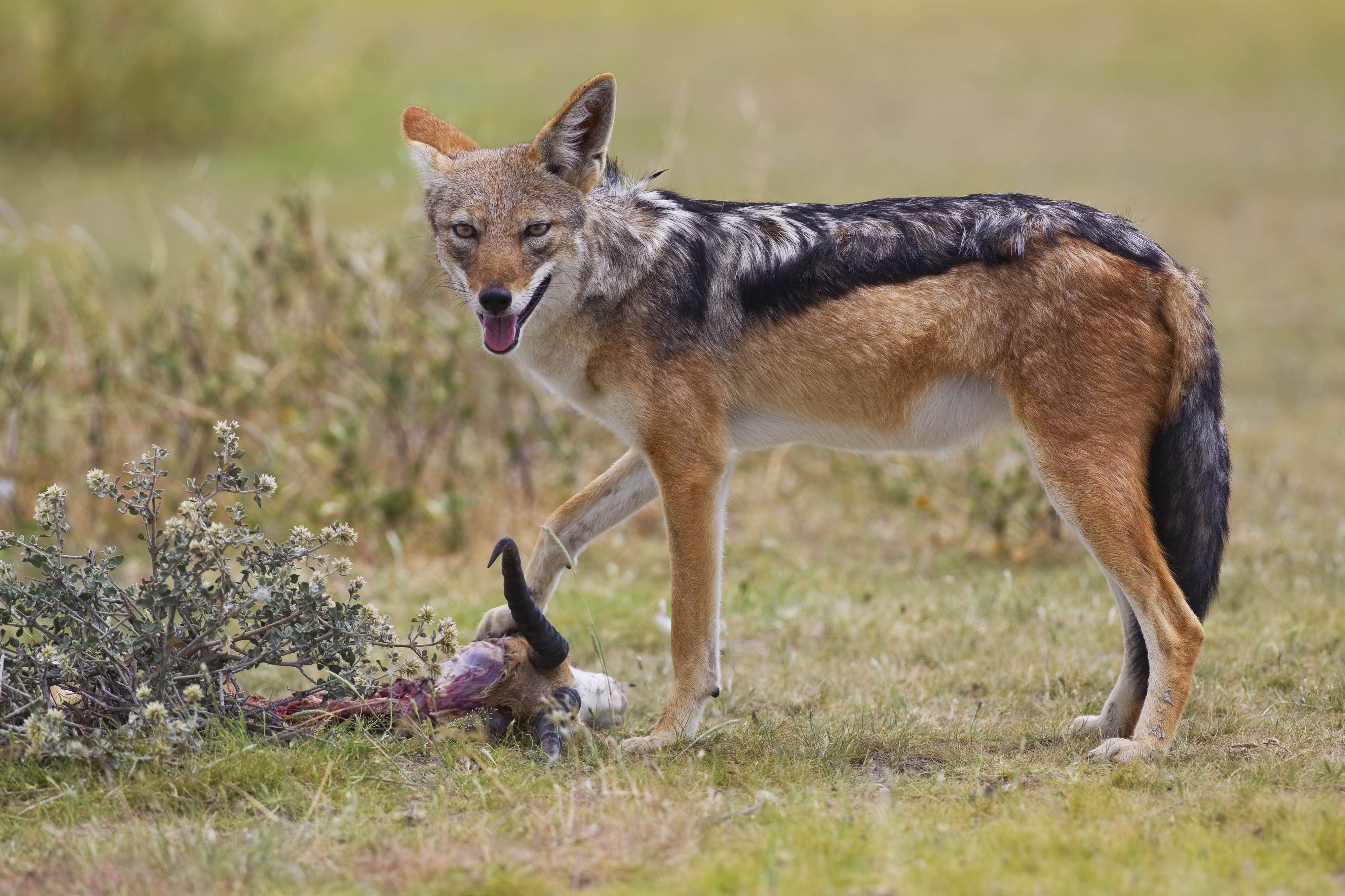
一隻正在食用跳羚的角黑背胡狼

黑背胡狼是杂食动物，以无脊椎动物为主食，如鞘翅目、蝗蟲、蟋蟀、白蚁、馬陸、蜘蛛和蝎子。它们还捕食哺乳动物，如啮齿动物、野兔和年幼的羚羊。但有時它们还會食用腐肉、鸟类、蜥蜴和蛇为食。在卡拉哈里沙漠中曾观察到一对黑背胡狼杀死了一只灰颈鹭鸨。在另一个地方，一只黑背胡狼則還通过长期骚扰蛇和压碎蛇头殺死了一條黑曼巴蛇。有時，也會進食水果，漿果以及鸟蛋。生活在沿海地区的黑背胡狼有時候則會捕食搁浅的海洋哺乳动物、海豹、鱼类和贻贝。一只胡狼能够杀死一只健康的成年黑斑羚，捕捉能力大約以成年犬羚和汤氏瞪羚為上限，但仍以较大的物种為目標。如果遇上了生病的較大物，如有一对被观察到骚扰残废的公牛犀牛。它们一般會通过咬腿和腰部来杀死高大的猎物，但也经常會咬喉咙。生活在塞伦盖蒂林地的黑背胡狼主要以非洲草鼠为食。生活在东非的則在旱季捕食瞪羚、黑斑羚、高角羚、转角牛羚和疣猪的幼崽。在南非，黑背胡狼经常捕食羚羊（主要為黑斑羚和跳羚，偶尔还會捕食麂羚、苇羚和小岩羚）、腐肉、野兔、有蹄牲畜、昆虫和啮齿动物。有時还捕食小型食肉动物，如獴、非洲艾虎和野猫。在納米比沙漠的海岸线旁，黑背胡狼主要以海鸟（主要為南非鸬鹚，白胸鸬鹚和南非企鹅）、海洋哺乳动物（包括非洲毛皮海狮 ）、鱼类和昆虫为食。像大多数动物一样，黑背胡狼会储存剩餘的食物。

### 天敵及競爭者
當黑背胡狼与體型较大的侧纹胡狼生活在共同的地区中，黑背胡狼會将體型較大的側紋胡狼从草原栖息地赶入林地。这在食肉动物中是很少見的，因为一般较大的物种通常会取代较小的物种。黑背胡狼的幼崽容易受到非洲金狼 、蜜獾、斑鬣狗和棕鬣狗的攻击。尽管有一些报道称，猛雕會捕食幼年和成年的黑背胡狼，但除了豹子和非洲野狗外成年黑背胡狼几乎没有天敵。